# Oxira flavostigma
Oxira flavostigma är en fjärilsart som beskrevs av Holloway 1976. Oxira flavostigma ingår i släktet Oxira och familjen nattflyn. Inga underarter finns listade i Catalogue of Life.